# Erwin Resch
Erwin Resch (* 4. März 1961 in Mariapfarr) ist ein ehemaliger österreichischer Skirennläufer. Der Abfahrtsspezialist gewann drei Weltcuprennen und die Bronzemedaille bei den Weltmeisterschaften 1982.

## Werdegang
Nach einigen Erfolgen im Nachwuchsbereich auf nationaler Ebene kam Resch ab 1978 im Europacup zum Einsatz und erzielte bald die ersten Top-10-Ergebnisse. 1979 gewann er die Abfahrt bei den Junioreneuropameisterschaften in Achenkirch. Am 1. Februar desselben Jahres debütierte er im Weltcup und gewann mit Platz 15 in der Abfahrt von Villars-sur-Ollon auf Anhieb die ersten Weltcuppunkte. Im nächsten Winter startete er aber noch hauptsächlich im Europacup, wo er mit einem Sieg und einem dritten Platz in den beiden Abfahrten von Méribel den vierten Gesamtrang in der Abfahrtswertung erzielte.
Ab der Saison 1980/81 war Resch regelmäßig im Weltcup am Start und erreichte bereits in der zweiten Saisonabfahrt auf der Saslong in Gröden den vierten Platz. Nach drei weiteren Top-10-Ergebnissen feierte er am 13. Dezember 1981 wiederum in Gröden seinen ersten Weltcupsieg. Sechs Wochen später wurde er Zweiter am Lauberhorn in Wengen, womit er auch bei den Weltmeisterschaften 1982 in Schladming zum Kreis der Medaillenanwärter zählte. Bei der WM-Abfahrt auf der Planai gewann Resch hinter dem Sieger Harti Weirather und dem zweitplatzierten Conradin Cathomen die Bronzemedaille, obwohl er kurz nach der zweiten Zwischenzeit einen Skistock verlor. Dieses Missgeschick passierte ihm auch im Weltcup zweimal, weshalb er zeitweise als „Der einarmige Bandit“ tituliert wurde.
Ebenfalls einen Sieg, diesmal in Val-d’Isère, und einen zweiten Platz erreichte Resch in der Weltcupsaison 1982/83, und wie im Vorjahr wurde er auch in diesem Winter Vierter im Abfahrtsweltcup. Noch erfolgreicher war die Saison 1983/84, die Resch in Schladming mit seinem dritten Weltcupsieg begann. Im Jänner folgten drei Podestplätze in Wengen, Kitzbühel und Garmisch-Partenkirchen. Insgesamt fuhr er in sieben Abfahrten unter die besten sechs und erreichte damit hinter dem Schweizer Urs Räber den zweiten Platz im Abfahrtsweltcup. Einen möglichen Sieg im Abfahrtsweltcup verpasste er durch einen Sturz im letzten Rennen in Whistler.
Ausgerechnet beim Saisonhöhepunkt, den Olympischen Winterspielen 1984 in Sarajevo, konnte er seine guten Weltcupergebnisse nicht bestätigen. Mit dem elften Platz und fast 1,5 Sekunden Rückstand auf den Sieger Bill Johnson musste er eine schwere Enttäuschung hinnehmen.
Am 13. Dezember 1984 erlitt Resch beim Training in Gröden einen Kreuzbandriss, weshalb er in der gesamten Saison 1984/85 an keinen Wettkämpfen teilnehmen konnte. Im nächsten Winter erreichte er wieder drei Podestplätze (dritter Rang in Schladming und jeweils Platz zwei in den beiden Abfahrten auf der Streif in Kitzbühel), womit er Siebter im Abfahrtsweltcup wurde. In der Saison 1986/87 fuhr er im Jänner wieder zweimal auf das Podest (dritter Platz in Laax und zweiter Rang in Kitzbühel), doch beim Saisonhöhepunkt, den Weltmeisterschaften 1987 in Crans-Montana, blieb er mit Rang 16 weit hinter den Erwartungen.
Monate später musste er nach einer neuerlichen Verletzung seine Karriere erneut für ein Jahr unterbrechen, als er sich am 23. November 1987 beim Training in Obertauern einen Wadenbeinbruch und einen Bänderriss im rechten Knöchel zuzog. Nach dieser zweiten schweren Verletzung fand Resch nicht mehr zu seiner alten Form zurück.
In den nächsten drei Jahren kam er im Weltcup zwar noch mehrmals unter die schnellsten zehn, doch Spitzenresultate blieben aus, weshalb er auch bei den Weltmeisterschaften 1989 und 1991 nicht in der Abfahrt zum Einsatz kam. Bei den Weltmeisterschaften 1991 konnte er aber in der Kombination starten, bei der er nach Platz acht in der Abfahrt allerdings im Slalom nicht mehr antrat. Nach der Saison 1990/91 beendete er im Alter von 30 Jahren seine Karriere.
Im Dezember 2004 eröffnete Erwin Resch ein Ski- und Sportzentrum unter dem Namen FRESCH:UP mit seiner Firma: Bergsport Resch GmbH, am Katschberg.

## Erfolge

### Olympische Winterspiele
- Sarajevo 1984: 11. Abfahrt

### Weltmeisterschaften
- Schladming 1982: 3. Abfahrt
- Crans-Montana 1987: 16. Abfahrt

### Junioreneuropameisterschaften
- Achenkirch 1979: 1. Abfahrt

### Weltcup
- Saison 1981/82: 4. Abfahrtsweltcup
- Saison 1982/83: 4. Abfahrtsweltcup
- Saison 1983/84: 2. Abfahrtsweltcup
- Saison 1985/86: 7. Abfahrtsweltcup
- 13 Podestplätze, davon 3 Siege:

| Datum             | Ort         | Land       | Disziplin |
| ----------------- | ----------- | ---------- | --------- |
| 13. Dezember 1981 | Gröden      | Italien    | Abfahrt   |
| 9. Jänner 1983    | Val-d’Isère | Frankreich | Abfahrt   |
| 4. Dezember 1983  | Schladming  | Österreich | Abfahrt   |

### Europacup
- Saison 1979/80: 4. Abfahrtswertung
- Ein Sieg (erste Abfahrt in Méribel 1979/80) und ein dritter Platz

### Österreichische Meisterschaften
- Zweifacher österreichischer Meister im Abfahrtslauf 1986 und 1990

## Auszeichnungen (Auszug)
- 1999: Goldenes Verdienstzeichen der Republik Österreich